# リオス (スペイン)

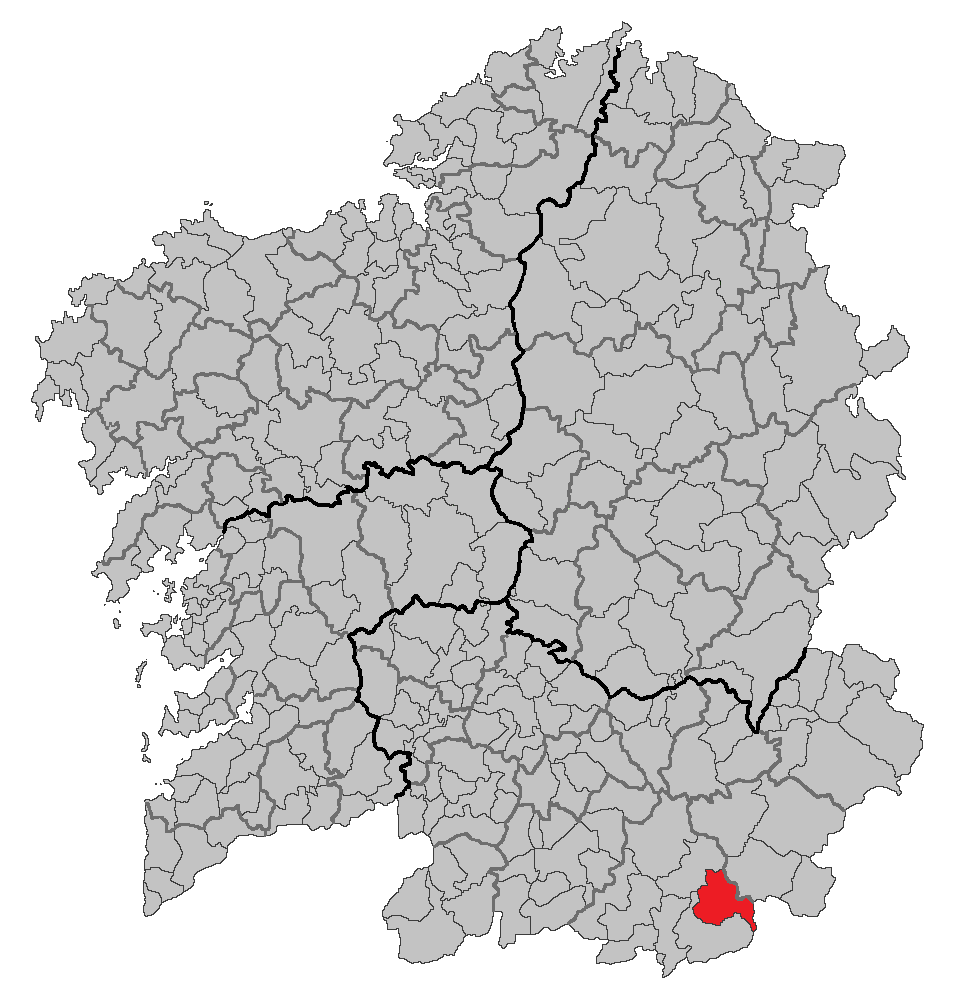

リオス（Riós）はスペイン、ガリシア州、オウレンセ県の自治体、コマルカ・デ・ベリンに属する。ガリシア統計局によると、2010年の人口は1,863人（2009年：1,907人、2004年：2,097人）。住民呼称は、男女同形のriense。
ガリシア語話者の自治体人口に占める割合は98.04％（2001年）。

## 地理
リオスはオウレンセ県の南東部に位置し、コマルカ・デ・ベリンに属する。北はア・グディーニャ、南から西はビラルデボス、西から北はカストレーロ・ド・バルの各自治体と隣接、東はポルトガルとの国境となっている。自治体中心地区はリオス教区のリオス地区。
リオスはベリン司法管轄区に属す。

### 人口
| リオスの人口推移 1900－2010                             |
|                                                         |
| 出典:INE（スペイン国立統計局）1900年 - 1991年、1996年 - |

## 政治
自治体首長はガリシア国民党（PPdeG）のフランシスコ・アルマンド・ベイガ・ロメーロ（Francisco Armando Veiga Romero）、自治体評議員は、ガリシア国民党：7、ガリシア社会党（PSdeG-PSOE）：2となっている（2011年5月22日の自治体選挙結果、得票順）。
| 1999年6月13日自治体選挙 |        |        |          |
| 政党                    | 得票数 | 得票率 | 獲得議席 |
| PPdeG                   | 794    | 46.46% | 6        |
| PSdeG-PSOE              | 484    | 28.32% | 3        |
| DG                      | 312    | 18.26% | 2        |
| BNG                     | 112    | 6.55%  | 0        |

首長当選者：フランシスコ・アルマンド・ベイガ・ロメーロ（PPdeG）
| 2003年5月25日自治体選挙 |        |        |          |
| 政党                    | 得票数 | 得票率 | 獲得議席 |
| PPdeG                   | 1,053  | 64.01% | 8        |
| PSdeG-PSOE              | 498    | 30.27% | 3        |
| BNG                     | 83     | 5.05%  | 0        |

首長当選者：フランシスコ・アルマンド・ベイガ・ロメーロ（PPdeG）
| 2007年5月27日自治体選挙 |        |        |          |
| 政党                    | 得票数 | 得票率 | 獲得議席 |
| PPdeG                   | 1,009  | 63.86% | 8        |
| PSdeG-PSOE              | 452    | 28.61% | 3        |
| BNG                     | 112    | 7.09%  | 0        |

首長当選者：フランシスコ・アルマンド・ベイガ・ロメーロ（PPdeG）
| 2011年5月22日自治体選挙 |        |        |          |
| 政党                    | 得票数 | 得票率 | 獲得議席 |
| PPdeG                   | 948    | 69.65% | 7        |
| PSdeG-PSOE              | 315    | 23.14% | 2        |
| BNG                     | 90     | 6.61%  | 0        |

首長当選者：フランシスコ・アルマンド・ベイガ・ロメーロ（PPdeG）

## 教区
リオスは8の教区に分けられる。太字は自治体中心地区のある教区。
- カストレーロ・デ・アバイショ（サンタ・マリーア）
- カストレーロ・デ・シーマ（サンタ・マリーア）
- フマーセス・エ・ア・トレーパ（サンタ・マリーア）
- オ・ナバージョ（サン・ビセンテ）
- プローゴ（サン・ミゲル）
- リオス（サンタ・マリーア）
- ルビオス（サン・ペドロ）
- トラセストラーダ（サント・エステーボ）